# Gustave Borgnis-Desbordes
Gustave Borgnis-Desbordes (Provins, 22 ottobre 1839 – Hanoi, 18 luglio 1900) è stato un militare francese.
Ebbe un ruolo importante nella conquista del Sudan francese, l'odierno Mali. 

## Inizi della carriera
Nacque in una famiglia di Morlaix. Il nonno era un deputato del Finistère e il padre era un ingegnere militare formatosi alla prestigiosa École polytechnique, dove il 18 novembre 1859 si diplomò anche Gustave prima di passare alla scuola di artiglieria di Metz ed entrare quindi nell'artiglieria di marina. Promosso tenente nel 1863, prestò servizio a Tolone fino al 1866. Promosso capitano nel 1867, prestò servizio in Cocincina dal 1869 al 1871. Nel 1871 fu nominato aiutante del generale Frébault, ispettore generale dell'artiglieria di marina, a Parigi. Il 1º maggio 1876 fu nominato chef d'escadron. Nel 1880 fu inviato in Senegal e promosso tenente colonnello.

## Senegal e Sudan francese

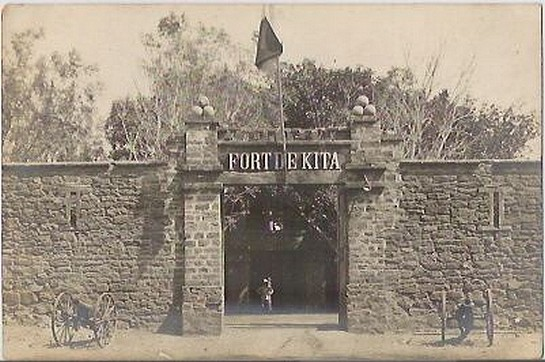
Il forte francese di Kita (1904). Questa era la base delle forze del tenente colonnello Borgnis-Desbordes durante il suo periodo da commandant supérieur du Haut-Fleuve

Il 1º ottobre 1880 Louis Brière de l'Isle, governatore del Senegal, nominò Borgnis-Desbordes commandant supérieur du Haut-Fleuve (Sénégal). Borgnis-Desbordes fondò i forti francesi di Kita (1881) e Bamako (1883), che divennero due delle città chiave del Sudan francese. Nel frattempo lanciò una serie di campagne militari contro i resti dell'Impero Toucouleur, che fu infine rovesciato dal colonnello Louis Archinard nel 1890. L'attacco di Borgnis-Desbordes a Bamako nel 1881 fu la causa della destituzione di Brière de l'Isle, mentre il suo attacco alle forze di Samory Turé nel 1883 diede inizio a un conflitto che terminò solo nel 1893. Fu promosso colonnello il 31 marzo 1883.

## Indochina (1884–1900)
Nel 1884 Borgnis-Desbordes fu trasferito nel Tonchino e prestò servizio durante la guerra franco-cinese sotto Louis Brière de l'Isle, ora comandante del Corpo di spedizione del Tonchino. Dopo la sconfitta nella battaglia di Bang Bo nel marzo 1885 e l'allontanamento di Brière de l'Isle, Borgnis-Desbordes rimase in Indocina. Fu promosso generale di brigata il 25 luglio 1886, nominato comandante in capo delle truppe dell'Indocina francese il 1º gennaio 1889 e promosso generale di divisione il 24 marzo 1890. Morì ad Hanoi il 18 luglio 1900.
Colonialista irremovibile fino alla fine, è famoso per aver detto "L'Indochine serait en cas de guerre a qui voulait la prendre" ("In caso di guerra l'Indocina sarebbe di chi volesse prendela").

## Monumenti
A Borgnis-Desbordes sono intitolate diverse strade in Francia, tra cui la Rue Borgnis-Desbordes vicino alla Caserma Borgnis-Desbordes di Versailles. Il suo busto è esposto anche al municipio di Versailles. Una statua di Borgnis-Desbordes, che commemorava la conquista della città nel 1883, è stata abbattuta a Bamako poco dopo l'indipendenza del Mali.

## Corrispondenza
- (FR) Gustave Borgnis-Desbordes, Au vieux Soudan, lettres inédites du général Borgnis-Desbordes, I, in Renseignements coloniaux, n. 4, aprile 1910,  pp. 81-94..
- (FR) Gustave Borgnis-Desbordes, Au vieux Soudan, lettres inédites du général Borgnis-Desbordes, II, in Renseignements coloniaux, n. 5, maggio 1910,  pp. 145-150..
- (FR) Gustave Borgnis-Desbordes, Au vieux Soudan, lettres inédites du général Borgnis-Desbordes, III, in Renseignements coloniaux, n. 6, giugno 1910,  pp. 159-168..